# Liste der Stolpersteine im Landkreis Dahme-Spreewald

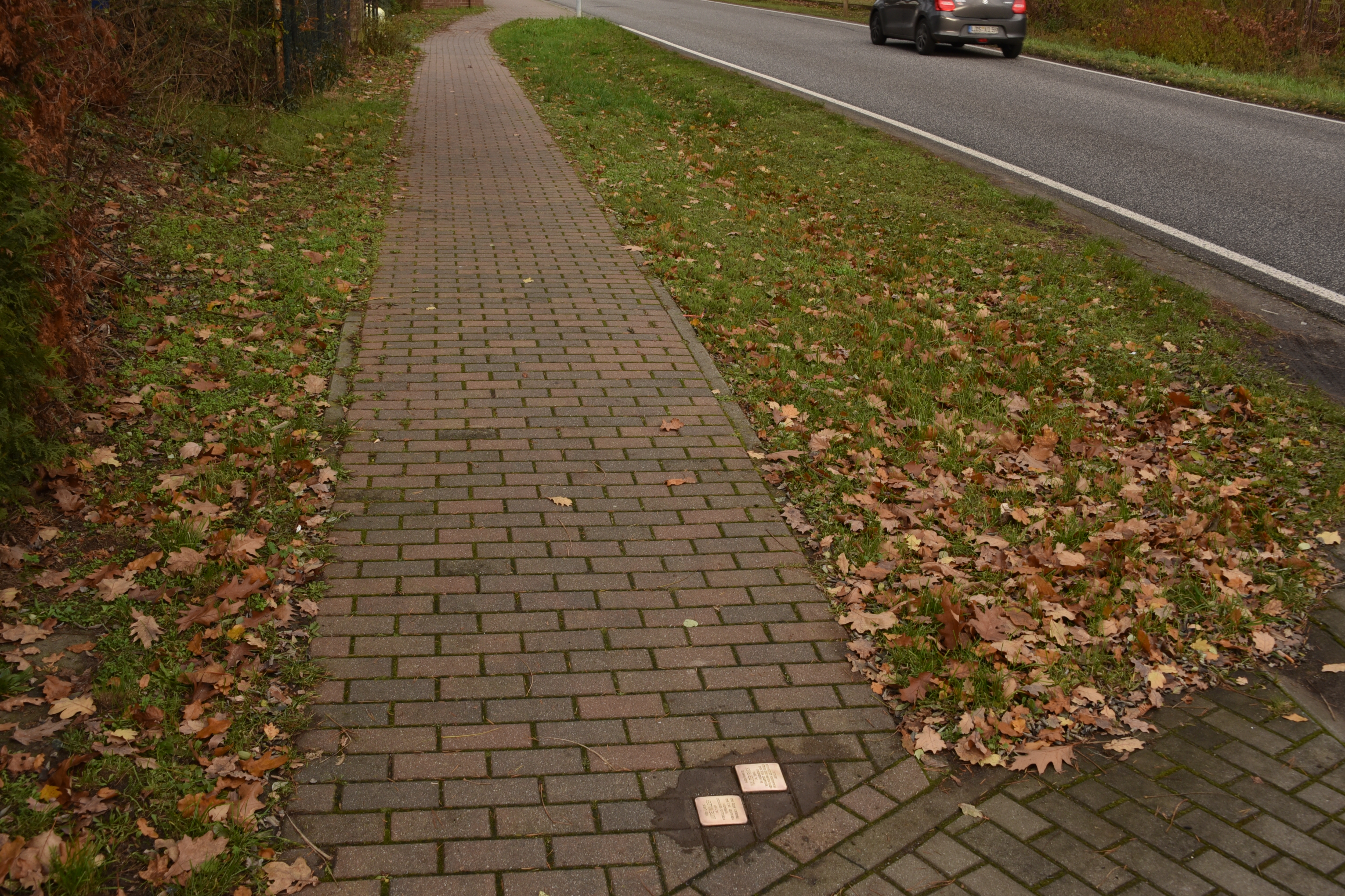
Stolpersteine in Mittenwalde

In der Liste der Stolpersteine im Landkreis Dahme-Spreewald enthält die Stolpersteine, die vom Kölner Künstler Gunter Demnig im brandenburgischen Landkreis Dahme-Spreewald verlegt wurden. Stolpersteine erinnern an das Schicksal der Menschen, die von den Nationalsozialisten ermordet, deportiert, vertrieben oder in den Suizid getrieben wurden. Sie liegen im Regelfall vor dem letzten selbst gewählten Wohnsitz des Opfers.

## Verlegte Stolpersteine
Die Tabellen sind teilweise sortierbar; die Grundsortierung erfolgt alphabetisch nach dem Familiennamen.

### Königs Wusterhausen
In Königs Wusterhausen wurden 15 Stolpersteine an sechs Adressen verlegt.
| Stolperstein | Inschrift | Standort                           | Name, Leben             |
| ------------ | --- | ---------------------------------- | ----------------------- |
|              | HIER WOHNTE GEORG CZAPSKI JG. 1893 VERHAFTET 1938 SACHSENHAUSEN DEPORTIERT 1942 AUSCHWITZ BEFREIT / ÜBERLEBT                                                          | Bahnhofstraße 23 ·                 | Georg Czapski           |
|              | HIER WOHNTE JOHANNA CZAPSKI JG. 1900 DEPORTIERT 1942 AUSCHWITZ BEFREIT / ÜBERLEBT                                                                                     | Bahnhofstraße 23 ·                 | Johanna Czapski         |
|              | HIER WOHNTE ERNA LINA THERESE DÖRRE GEB. MARCUS JG. 1900 GEDEMÜTIGT / ENTRECHTET VOR DEPORTATION FLUCHT IN DEN TOD 1944                                               | Bahnhofstraße 23 ·                 | Erna Lina Therese Dörre |
|              | HIER WOHNTE MAX JACOBSOHN JG. 1879 VERHAFTET 1938 KZ SACHSENHAUSEN DEPORTIERT 1942 NACH OSTEN ?                                                                       | Bahnhofstraße 6 ·                  | Max Jacobsohn           |
|              | HIER WOHNTE PAULA JACOBSOHN GEB. OCHSMANN JG. 1882 DEPORTIERT 1942 NACH OSTEN ?                                                                                       | Bahnhofstraße 6 ·                  | Paula Jacobsohn         |
|              | HIER WOHNTE GUSTAV JONAS JG. 1868 ZWANGSVERKAUF DES GRUNDSTÜCKS MÄRZ 1939 HEIMATORT VERLASSEN POTSDAM 1939 JÜD. ALTERSHEIM DEPORTIERT 1942 TOT IN THERESIENSTADT      | Birkenallee 7 ·                    | Gustav Jonas            |
|              | HIER WOHNTE LUISE-LOTTE JONAS JG. 1862 ZWANGSVERKAUF DES GRUNDSTÜCKS MÄRZ 1939 HEIMATORT VERLASSEN POTSDAM 1939 JÜD. ALTERSHEIM DEPORTIERT 1942 TOT IN THERESIENSTADT | Birkenallee 7 ·                    | Luise-Lotte Jonas       |
|              | HIER WOHNTE DR. VIKTOR KARFUNKEL JG. 1906 FLUCHT 1936 CHINA ÜBERLEBT                                                                                                  | Zernsdorf, · Karl-Marx-Straße 25 · | Viktor Karfunkel        |
|              | HIER WOHNTE EUGEN LONDON JG. 1884 DEPORTIERT 1943 ERMORDET IN AUSCHWITZ                                                                                               | Birkenallee 7 ·                    | Eugen London            |
|              | IN WERNSDORF WOHNTE JOHANNA ROSENSTEIN GEB. LEVY JG. 1889 VERHAFTET VERHÖRT VON GESTAPO FLUCHT 1940 BRASILIEN TOT AN DEN FOLGEN DER VERHÖRE 1943                      | Dorfstraße 13/14 ·                 | Johanna Rosenstein      |
|              | IN WERNSDORF WOHNTE DR. PAUL ROSENSTEIN JG. 1875 FLUCHT 193. BRASILIEN ÜBERLEBT                                                                                       | Dorfstraße 13/14 ·                 | Paul Rosenstein         |
|              | HIER WOHNTE URSULA SCHWARZENBERGER GEB. VOGEL JG. 1925 GEDEMÜTIGT / ENTRECHTET VERZOGEN 1935 ÜBERLEBT IN BERLIN                                                       | Birkenallee 8–9 ·                  | Ursula Schwarzenberger  |
|              | HIER WOHNTE ROSEMARIE STONE GEB. CZAPSKI JG. 1921 FLUCHT 1939 ENGLAND ÜBERLEBT                                                                                        | Bahnhofstraße 23 ·                 | Rosemarie Stone         |
|              | HIER WOHNTE MARGARETE VOGEL GEB. KARMEINSKY JG. 1897 GEDEMÜTIGT / ENTRECHTET VERZOGEN 1935 DEPORTIERT 1944 THERESIENSTADT BEFREIT 1945                                | Birkenallee 8–9 ·                  | Margarete Vogel         |
|              | HIER WOHNTE ROLF VOGEL JG. 1921 GEDEMÜTIGT / ENTRECHTET VERZOGEN 1935 GESTAPO-LAGER 1944 WOLFENBÜTTEL ÜBERLEBT IN BERLIN                                              | Birkenallee 8–9 · 9                | Rolf Vogel              |
|              | HIER WOHNTE WILHELM VOGEL JG. 1885 GEDEMÜTIGT / ENTRECHTET VERZOGEN 1935 TOT 29.8.1939 IN BERLIN                                                                      | Birkenallee 8–9 ·                  | Wilhelm Vogel           |

### Lieberose
In Lieberose wurden sieben Stolpersteine an zwei Adressen verlegt.
| Stolperstein | Inschrift                                                                                           | Standort  | Name, Leben         |
| ------------ | --------------------------------------------------------------------------------------------------- | --------- | ------------------- |
|              | HIER WOHNTE ELISABETH FUCHS GEB. RICHTER JG. 1899 NACH VERHÖREN FLUCHT 1936 POLEN ÜBERLEBT          | Markt 5 · | Elisabeth Fuchs     |
|              | HIER WOHNTE EVELINE FUCHS JG. 1930 FLUCHT 1936 POLEN ÜBERLEBT                                       | Markt 5 · | Eveline Fuchs       |
|              | HIER WOHNTE HARRIET FUCHS VERH. GRABOW JG. 1925 FLUCHT 1936 POLEN ÜBERLEBT                          | Markt 5 · | Harriet Fuchs       |
|              | HIER WOHNTE MOSES FUCHS JG. 1899 VERHAFTET ABGESCHOBEN 1935 POLEN ÜBERLEBT                          | Markt 5 · | Moses Fuchs         |
|              | HIER WOHNTE ELISABETH HIRSCH GEB. SCHMELZ JG. 1887 DEPORTIERT 1942 ERMORDET 1942 IM GHETTO WARSCHAU | Markt 8 · | Elisabeth Hirsch    |
|              | HIER WOHNTE MAX HIRSCH JG. 1886 VERHAFTET 1938 HAFTORT UNBEKANNT TOT AN HAFTFOLGEN 20.8.1938        | Markt 8 · | Max Hirsch          |
|              | HIER WOHNTE SOPHIE ALICE HIRSCH JG. 1923 FLUCHT 1939 PALÄSTINA ÜBERLEBT                             | Markt 8 · | Sophie Alice Hirsch |

### Lübben (Spreewald)
In Lübben (Spreewald) wurden zehn Stolpersteine an sechs Adressen verlegt. Zudem gibt es in Hamburg-Eilbek einen Stolperstein für Willy Krause, der in Lübben starb. Siehe Liste der Stolpersteine in Hamburg-Eilbek.
| Stolperstein | Inschrift | Standort                                                                    | Name, Leben |
| ------------ | --- | --------------------------------------------------------------------------- | --- |
|              | HIER WOHNTE SOPHIE CHARLOTTE ASTRICH JG. 1893 GEDEMÜTIGT/ENTRECHTET FLUCHT IN DEN TOD 23.9.1941                               | Brunnenstraße 8 ·                                                           | Sophie-Charlotte Astrich war 1925 Mathe- und Naturwissenschaftslehrerin an der Lübbener Mädchenmittelschule, 1933 wurde die 40-jährige ohne Gehalt zwangsbeurlaubt, 21. Juli 1941 Beschlagnahmung des gesamten Eigentums und Vermögens, 23. September 1941 Selbstmord, 2. Oktober 1941 offiziell enteignet |
|              | HIER WOHNTE ALBERT BOCK JG. 1870 DEPORTIERT 1942 THERESIENSTADT ERMORDET 28.2.1943                                            | Logenstraße 12 / Ecke Puschkinstraße ·                                      | Albert Bock war Kaufmann, geboren 13. Oktober 1870 in Luckau, Kaufmann in Berlin, Stadtverordneter, Mitglied der Freiwilligen Feuerwehr, des Deutschen Roten Kreuzes und der Synagogengemeinde, Besitzer von Konfektionshäusern in der Logenstraße 13 und in der Hauptstraße 46, nach dem Judenboykott musste er sein Warenlager und die Einrichtung zu Schleuderpreisen verkaufen, seine Ehefrau Elise Bock starb 1935, Oktober 1942 enteignet, 15. Dezember 1942 ins Ghetto Theresienstadt deportiert, gestorben am 28. Februar 1943 im Ghetto Theresienstadt |
|              | HIER WOHNTE JULIUS BURCHARDI JG. 1878 DEPORTIERT 1942 GHETTO WARSCHAU ERMORDET                                                | Am Schutzgraben 11 ·                                                        | Julius Burchardi war Glasermeister mit eigener Glaserei und Lehrlingsausbildung, Moderator bei Aufmärschen der Schützengilde und wahlberechtigtes Mitglied der Synagogengemeinde, deportiert ins Warschauer Ghetto, letzter Brief vom 21. Juli 1942 aus Warschau |
|              | HIER WOHNTE MINNA BURCHARDI GEB. GERSTEN JG. 1878 DEPORTIERT 1942 GHETTO WARSCHAU ERMORDET                                    | Am Schutzgraben 11 ·                                                        | Minna Burchardi geb. Gersten wurde ins Warschauer Ghetto deportiert, letzter Brief vom 21. Juli 1942 aus Warschau |
|              | HIER LEBTE WERNER D. JG. 1921 ’VERLEGT 6.6.1940 IN EINE ANDERE HEILANSTALT’                                                   | Bahnhofstraße · Institutsambulanz der Landesklinik · (Luckauer Straße 17) · | Werner Dielmann, geboren 1921, kam 1937 in die Korrigendenanstalt nach Lübben, wurde als erbkrank und schwachsinnig eingestuft, 1940 „In eine andere Anstalt verlegt“ (wegen seiner geistigen Behinderung getötet) |
|              | HIER LEBTE ERWIN F. JG. 1928 ’VERLEGT 11.6.1940 IN EINE ANDERE HEILANSTALT’                                                   | Bahnhofstraße · Institutsambulanz der Landesklinik · (Luckauer Straße 17) · | Erwin F. wurde 1928 in Berlin als uneheliches Kind geboren, litt an einer Lähmung seiner Beine, sprach nicht, 1931–1936 in Lübben, dann nach Potsdam und schließlich nach Brandenburg-Görden verlegt, 1940 „In eine andere Anstalt verlegt“ (wegen seiner geistigen Behinderung getötet) |
|              | HIER LEBTE BRUNO K. JG. 1920 ’VERLEGT 6.6.1940 IN EINE ANDERE HEILANSTALT’                                                    | Bahnhofstraße · Institutsambulanz der Landesklinik · (Luckauer Straße 17) · | Bruno Klingbein, geboren 1920, rechtsseitig gelähmt, kam 1934 nach Lübben, 1940 erkrankte er schwer an einem „fieberhaften Lungenleiden“, 1940 „In eine andere Anstalt verlegt“ (wegen seiner geistigen Behinderung getötet) |
|              | HIER WOHNTE JULIUS MOSES JG. 1883 'SCHUTZHAFT' 1938 SACHSENHAUSEN DEPORTIERT 17.3.1943 THERESIENSTADT 1944 AUSCHWITZ ERMORDET | Kirchstraße 29 ·                                                            | Julius Moses, geboren am 21. Januar 1883 in Lübben, Kaufmann, Soldat im Ersten Weltkrieg, Eisernes Kreuz, 1925 Vorstandsmitglied der Synagogengemeinde, 1937 dessen Leiter, am 9. November 1938 kurzzeitig nach Sachsenhausen deportiert, Rückkehr nach Lübben, 1939 untergetaucht in Berlin, 1943 Deportation, zunächst nach Theresienstadt, ermordet in Auschwitz, Ehe mit Frieda Moses, Tochter Hildegard starb im Kindesalter, Sohn Heinz Siegbert Moses reiste 1939 nach Palästina aus                                                                     |
|              | HIER WOHNTE FRIEDA MOSES GEB. HIRSCH JG. 1893 DEPORTIERT 3.3.1943 ERMORDET IN AUSCHWITZ                                       | Kirchstraße 29 ·                                                            | Frieda Moses, geboren 1893 in Groß Leine als Frieda Hirsch, 1939 untergetaucht in Berlin, 1943 Deportation, in Auschwitz ermordet, Ehefrau von Julius Moses, Tochter Hildegard starb im Kindesalter, Sohn Heinz Siegbert Moses reiste 1939 nach Palästina aus |
|              | HIER WOHNTE JOHANNA WOLFF GEB. PINNER JG. 1859 DEPORTIERT 1942 THERESIENSTADT ERMORDET 31.8.1942                              | Hauptstraße 16 ·                                                            | Johanna Wolff, geboren 1859, Frau des Kaufmanns und Synagogenvorstehers Wilhelm Wolff (gestorben 1937), zog nach Berlin, im August 1942 von Berlin nach Theresienstadt deportiert, gestorben am 31. August 1942 in Theresienstadt |

### Luckau
Demnig verlegt für jedes Opfer einen eigenen Stein, im Regelfall vor dem letzten selbst gewählten Wohnsitz. Erforscht wurden die Schicksale der Luckauer Juden von der Langengrassauer Heimatforscherin Sylvia Kolley. Sie regte auch die Verlegungen der Stolpersteine an. Der örtliche Heimatverein griff die Idee auf, initiierte eine Spendensammlung und beauftragte den Künstler mit der Erstellung der Stolpersteine. Die Verlegungen in Luckau fanden am 10. September 2008 statt. Anlässlich der Zeremonie erklärte Bürgermeister Harry Müller:

„Die Steine rücken ins Gedächtnis, dass es die braune Brut nicht nur in Berlin gab, sondern auch in unserem Städtchen.“

| Stolperstein | Inschrift                                                                                   | Standort          | Name, Leben                   |
| ------------ | ------------------------------------------------------------------------------------------- | ----------------- | ----------------------------- |
|              | HIER WOHNTE ARTHUR SIMON JG. 1887 DEPORTIERT 1943 ERMORDET IN AUSCHWITZ                     | Lange Straße 52 · | Arthur Simon                  |
|              | HIER WOHNTE BETTY SIMON GEB. OBERSCHÜTZKY JG. 1885 DEPORTIERT 1942 RIGA ERMORDET 29.10.1942 | Lange Straße 52 · | Betty Simon geb. Oberschützky |
|              | HIER WOHNTE DAVID TASSELKRAUT JG. 1899 DEPORTIERT 1942 AUSCHWITZ ERMORDET 8.2.1943          | Gartenstraße 4 ·  | David Tasselkraut             |

### Mittenwalde
In Mittenwalde wurden elf Stolpersteine und ein Kopfstein an vier Adressen verlegt.
| Stolperstein | Inschrift | Standort                                                      | Name, Leben            |
| --- | --- | ------------------------------------------------------------- | ---------------------- |
| | HIER WOHNTE DR. ERICH ANSCHEL JG. 1898 UNFREIWILLIG VERZOGEN 1938 BERLIN FLUCHT SHANGHAI / BOLIVIEN ÜBERLEBT                             | Berliner Vorstadt 22a ·                                       | Erich Anschel          |
| | HIER WOHNTE GERTRUD BERNSTEIN DEPORTIERT 1943 ERMORDET IN AUSCHWITZ                                                                      | Yorckstraße 42 ·                                              | Gertrud Bernstein      |
| | HIER WOHNTE KARL-HEINZ BERNSTEIN JG. 1923 DEPORTIERT 1943 ERMORDET IN AUSCHWITZ                                                          | Yorckstraße 42 ·                                              | Karl-Heinz Bernstein   |
| | HIER WOHNTE MAX BERNSTEIN JG. 1878 DEPORTIERT 1943 ERMORDET IN AUSCHWITZ                                                                 | Yorckstraße 42 ·                                              | Max Bernstein          |
| | HIER WOHNTE WALTER FRICK JG. 1895 IM WIDERSTAND VERHAFTET 16.1.1945 GESTAPOGEFÄNGNIS BERLIN ERSCHOSSEN 22.4.1945 IN BERLIN               | Motzen, · Töpchiner Straße 1 · früher Töpchiner Chaussee 18 · | Walter Frick           |
| | HIER LEBTE LUISE WALZER JG. 1898 VERFOLGT / VERSTECKT VERRATEN VERHAFTET 16.1.1945 ERMORDET MÄRZ 1945                                    | Motzen, · Töpchiner Straße 1 · früher Töpchiner Chaussee 18 · | Luise Walzer           |
| Bild gesucht Der Benutzer GeorgDerReisende ( Diskussion ) wünscht sich an dieser Stelle ein Bild vom Ort mit diesen Koordinaten 52.285996 13.54218 . Motiv: Gartenstraße 27: der Stolperstein für Anna Jensch, die Lage und das Haus Falls du dabei helfen möchtest, erklärt die Anleitung , wie das geht. BW                                    | HIER WOHNTE ANNA JENSCH JG. 1886 ZEUGIN JEHOVAS VERHAFTET 1937 FRAUENGEFÄNGNIS BARNIMSTRAßE BERLIN DEPORTIERT 1942 ERMORDET IN AUSCHWITZ | Ragow, · Gartenstraße 27 ·                                    | Anna Jensch            |
| Bild gesucht Der Benutzer GeorgDerReisende ( Diskussion ) wünscht sich an dieser Stelle ein Bild vom Ort mit diesen Koordinaten 52.27856 13.5977 . Motiv: vor dem Eingang von Schloss Schenkendorf: die Stolpersteine für die Familie Mosse, die Lage und die Situation Falls du dabei helfen möchtest, erklärt die Anleitung , wie das geht. BW | IN SCHENKENDORF WOHNTE DIE JÜDISCHE FAMILIE MOSSE GENERÖSER SPENDER FÜR DIE EVANGELISCHE KIRCHENGEMEINDE UND DIE VEREINE SCHENKENDORFS   | Schenkendorf, · Freiherr-von-Loeben-Straße 9 ·                |                        |
| Bild gesucht Die Wikipedia wünscht sich an dieser Stelle ein Bild vom hier behandelten Ort. Weitere Infos zum Motiv findest du vielleicht auf der Diskussionsseite . Falls du dabei helfen möchtest, erklärt die Anleitung , wie das geht. BW | FELICIA MOSSE JG. 1988 FLUCHT 1933 SCHWEIZ, FRANKREICH 1941 USA                                                                          | Schenkendorf, · Freiherr-von-Loeben-Straße 9> ·               | Felicia Mosse          |
| Bild gesucht Die Wikipedia wünscht sich an dieser Stelle ein Bild vom hier behandelten Ort. Weitere Infos zum Motiv findest du vielleicht auf der Diskussionsseite . Falls du dabei helfen möchtest, erklärt die Anleitung , wie das geht. BW | HANS LACHMANN-MOSSE JG. ???? FLUCHT 1933 SCHWEIZ, FRANKREICH 1938 USA                                                                    | Schenkendorf, · Freiherr-von-Loeben-Straße 9> ·               | Hans Lachmann-Mosse    |
| Bild gesucht Die Wikipedia wünscht sich an dieser Stelle ein Bild vom hier behandelten Ort. Weitere Infos zum Motiv findest du vielleicht auf der Diskussionsseite . Falls du dabei helfen möchtest, erklärt die Anleitung , wie das geht. BW | HILDE LACHMANN-MOSSE DR. HILDE L. MOSSE JG. 1912 FLUCHT 1933 SCHWEIZ, FRANKREICH 1938 USA                                                | Schenkendorf, · Freiherr-von-Loeben-Straße 9> ·               | Hilde Lachmann-Mosse   |
| Bild gesucht Die Wikipedia wünscht sich an dieser Stelle ein Bild vom hier behandelten Ort. Weitere Infos zum Motiv findest du vielleicht auf der Diskussionsseite . Falls du dabei helfen möchtest, erklärt die Anleitung , wie das geht. BW | RUDOLF LACHMANN_MOSSE DR. RUDOLF L. MOSSE JG. 1913 FLUCHT 1933 SCHWEIZ 1941 USA                                                          | Schenkendorf, · Freiherr-von-Loeben-Straße 9> ·               | Rudolf Lachmann-Mosse  |
| Bild gesucht Die Wikipedia wünscht sich an dieser Stelle ein Bild vom hier behandelten Ort. Weitere Infos zum Motiv findest du vielleicht auf der Diskussionsseite . Falls du dabei helfen möchtest, erklärt die Anleitung , wie das geht. BW | GERHARD LACHMANN-MOSSE DR. GEORGE L. MOSSE JG. 1918 FLUCHT 1933 SCHWEIZ, FRANKREICH 1936 ENGLAND 1939 USA                                | Schenkendorf, · Freiherr-von-Loeben-Straße 9> ·               | Gerhard Lachmann-Mosse |

### Teupitz
In Teupitz wurden drei Stolpersteine an einer Adresse verlegt.
| Stolperstein | Inschrift                                                   | Standort             | Name, Leben |
| --- | ----------------------------------------------------------- | -------------------- | ----------- |
| Bild gesucht Der Benutzer GeorgDerReisende ( Diskussion ) wünscht sich an dieser Stelle ein Bild vom Ort mit diesen Koordinaten 52.130977 13.622002 . Motiv: Buchholzer Straße 21: drei Stolpersteine, die Lage und das Grundstück Falls du dabei helfen möchtest, erklärt die Anleitung , wie das geht. BW | HIER LEBTE FRITZ B. JG. 1911 VERLEGT 11.9.1940 T4-AKTION    | Buchholzer Straße 21 | Fritz B.    |
| | HIER LEBTE PAUL GOESCH JG. 1885 VERLEGT 22.8.1940 T4-AKTION | Buchholzer Straße 21 | Paul Goesch |
| | HIER LEBTE WILLI SCH. JG. 1912 VERLEGT 10.9.1940 T4-AKTION  | Buchholzer Straße 21 | Willi Sch.  |

### Zeuthen
In Zeuthen wurden neun Stolpersteine an vier Anschriften verlegt.
| Stolperstein      | Inschrift | Standort                                   | Name, Leben            |
| ----------------- | --- | ------------------------------------------ | ---------------------- |
| weitere Bilder \| | WILHELMSHAVENER STR. 9 WOHNTE HERMANN BAUM JG. 1869 BERUFSVERBOT ZWANGSARBEIT DEPORTIERT 1942 RIGA ERMORDET                       | Schulstraße 4 · Paul-Dessau-Gesamtschule · | Hermann Baum           |
| weitere Bilder \| | HIER WOHNTE GEORG ELIAS JG. 1905 DEPORTIERT 1942 RAASIKU ERMORDET                                                                 | Fontaneallee 12 ·                          | Georg Elias            |
| weitere Bilder \| | HIER WOHNTE SIMON LERNER JG. 1879 DEPORTIERT 1942 ERMORDET IN AUSCHWITZ                                                           | Friesenstraße 12 ·                         | Simon Lerner           |
| weitere Bilder \| | LINDENALLEE 14 WOHNTE DR. GEORG MÜLLER JG. 1870 KLINIK U. GRUNDSTÜCKE ENTEIGNET FLUCHT 1939 TOT 1941                              | Schulstraße 4 · Paul-Dessau-Gesamtschule · | Dr. Georg Müller       |
| weitere Bilder \| | AM HEIDEBERG 20 WOHNTE DR. WALTER OPPENHEIMER JG. 1891 UNFREIWILLIG VERZOGEN 1937 BERLIN DEPORTIERT 1942 RIGA ERMORDET 22.10.1942 | Schulstraße 4 · Paul-Dessau-Gesamtschule · | Dr. Walter Oppenheimer |
| weitere Bilder \| | HIER WOHNTE LUDWIG PELZ JG. 189O DEPORTIERT 1943 THERESIENSTADT 1943 AUSCHWITZ ERMORDET                                           | Lindenallee 13 ·                           | Ludwig Pelz            |
| weitere Bilder \| | HIER WOHNTE REGINA PELZ GEB. KALLMANN JG. 1896 DEPORTIERT 1943 THERESIENSTADT 1943 AUSCHWITZ ERMORDET                             | Lindenallee 13 ·                           | Regina Pelz            |
| weitere Bilder \| | EBERESCHENALLEE 7 WOHNTE HORST WITZENHAUSEN JG. 1926 FLUCHT 1938 ENGLAND 1938 PALÄSTINA                                           | Schulstraße 4 · Paul-Dessau-Gesamtschule · | Horst Witzenhausen     |
| weitere Bilder \| | EBERESCHENALLEE 7 WOHNTE RITA WITZENHAUSEN GEB. GRUENTHAL JG. 1901 FLUCHT 1938 ENGLAND 1938 PALÄSTINA                             | Schulstraße 4 · Paul-Dessau-Gesamtschule · | Rita Witzenhausen      |

## Verlegungen
Typische Verlegesituationen im Landkreis Dahme-Spreewald:

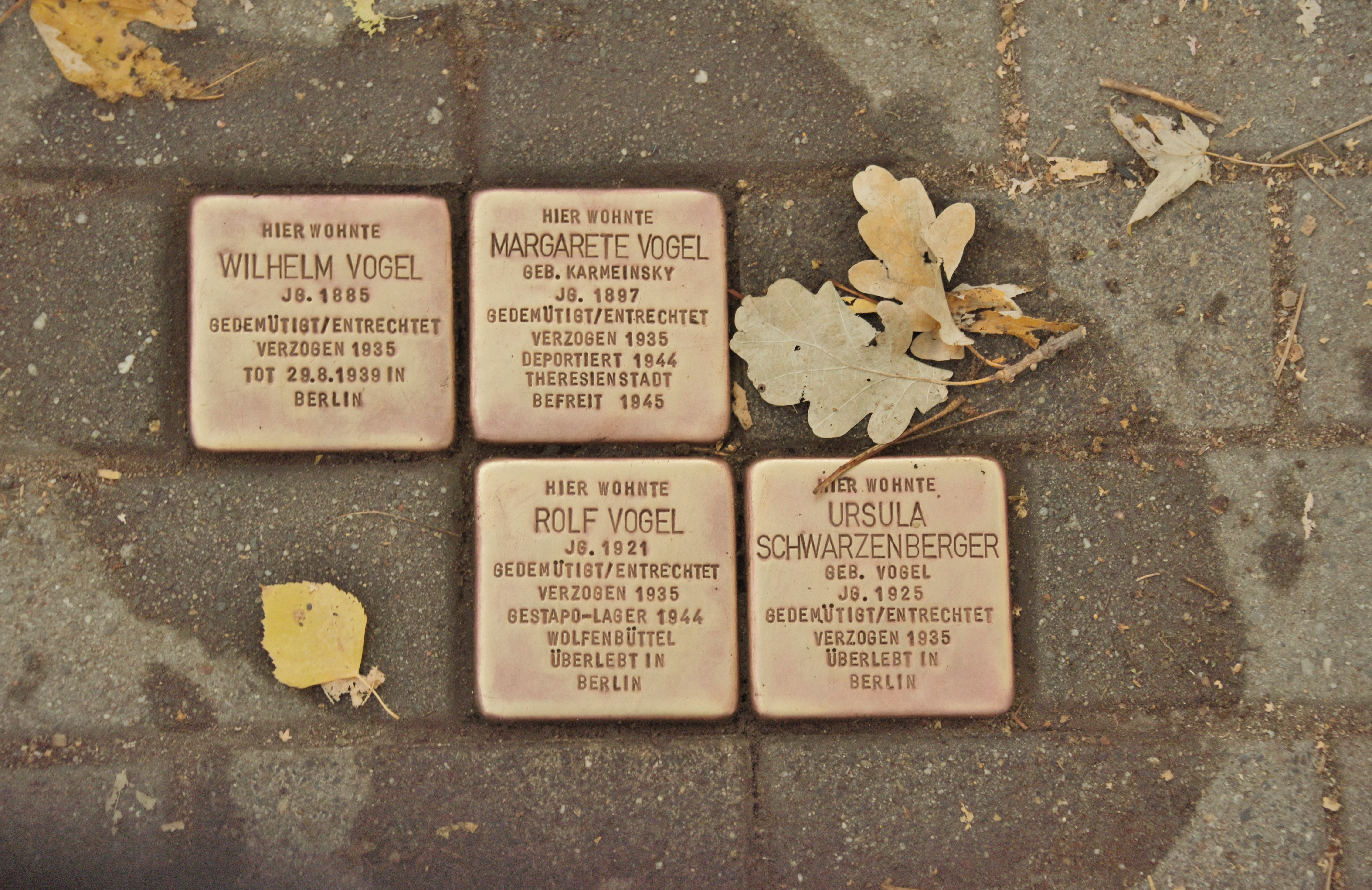
Königs Wusterhausen
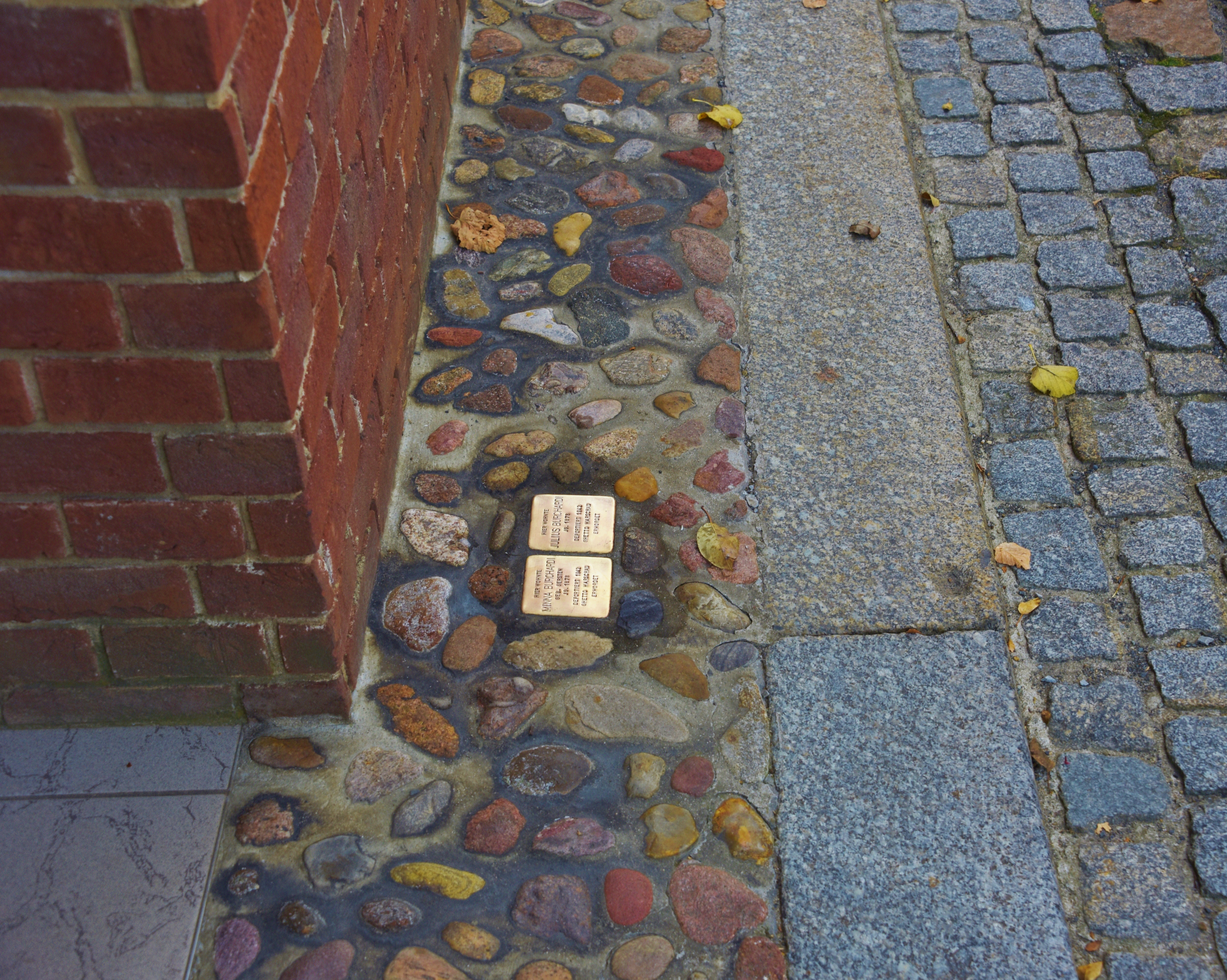
Lübben
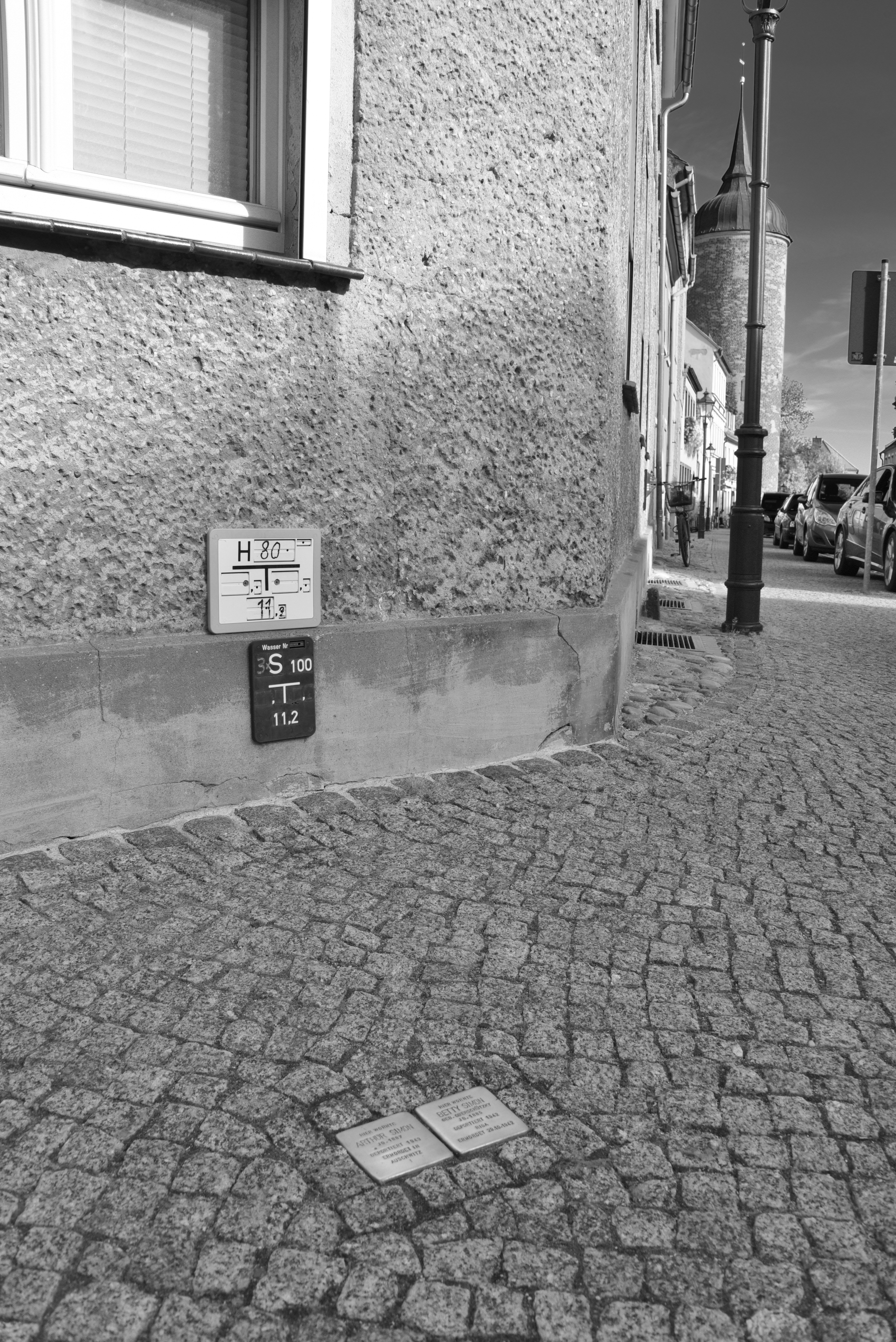
Luckau
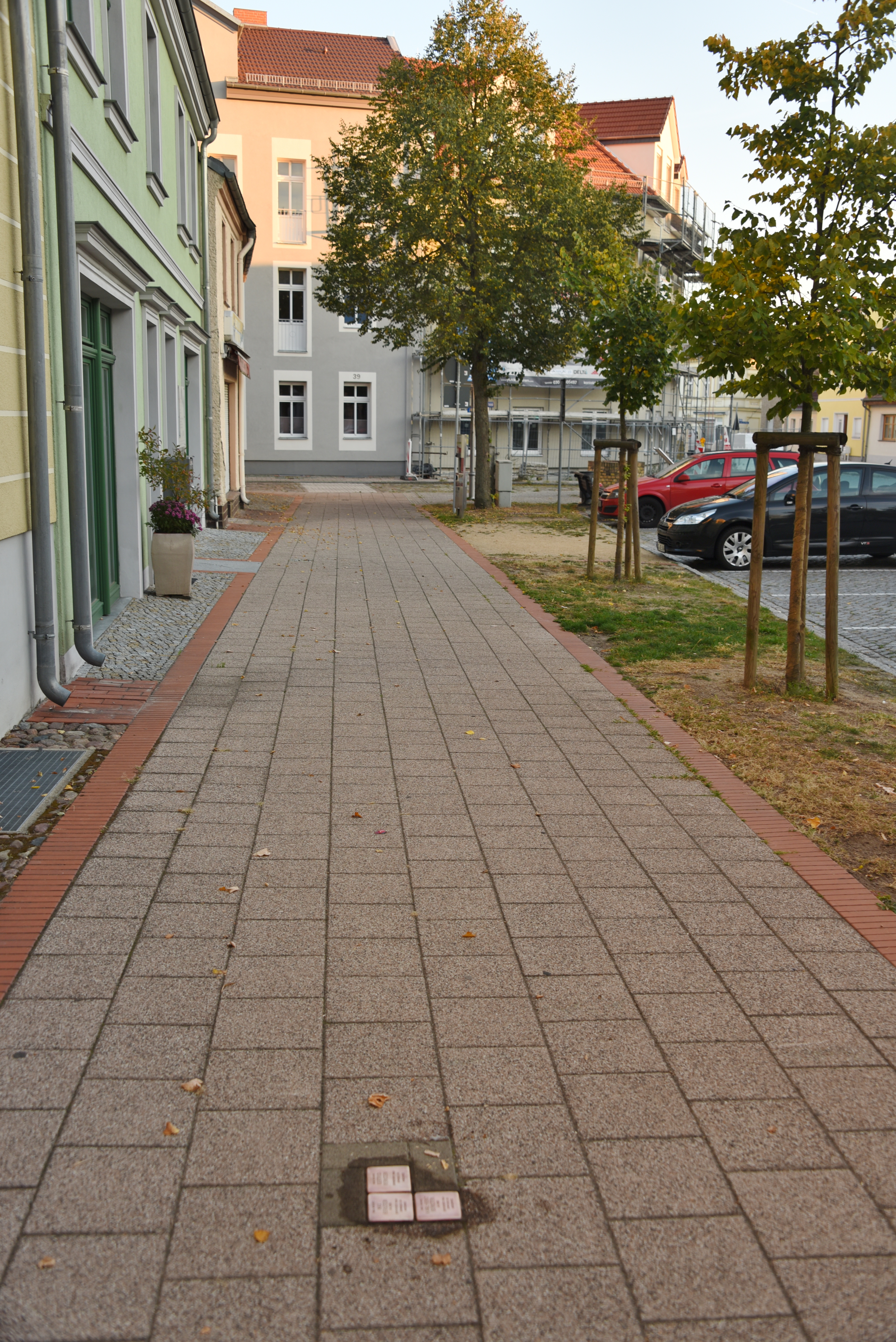
Mittenwalde
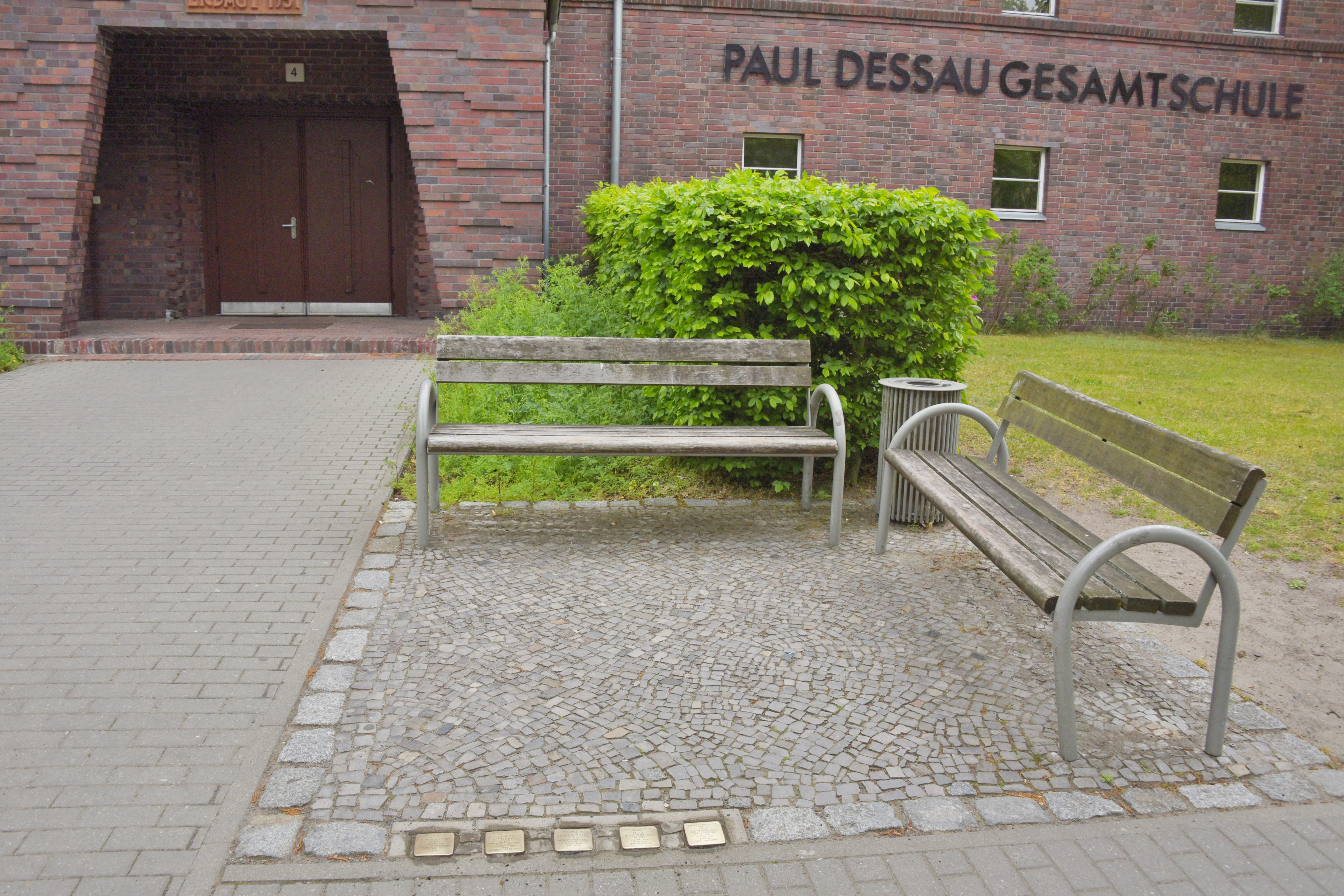
Zeuthen

Die Stolpersteine wurden von Gunter Demnig an folgenden Tagen verlegt:
- 11. März 2004: Lübben (Bahnhofstraße)
- Oktober 2004: Teupitz
- 13. Mai 2006: Königs Wusterhausen, Mittenwalde
- 8. Dezember 2007: Königs Wusterhausen
- 10. September 2008: Luckau, Lübben (Spreewald)
- 6. Juni 2009: Königs Wusterhausen
- 28. März 2010: Mittenwalde (Töpchiner Straße 1: Walter Frick)
- 11. Oktober 2011: Königs Wusterhausen
- 12. Oktober 2011: Lieberose
- 23. April 2012: Mittenwalde (Töpchiner Straße 1: Luise Walzer), verlegt in Eigenregie (ohne G. Demnig)[18]
- 22. Oktober 2012: Mittenwalde (Gartenstraße 27)
- 3. Dezember 2013: Mittenwalde (Berliner Vorstadt 22a)
- 28. September 2015: Zeuthen (Fontaneallee 12, Friesenstraße 12, Niederlausitzstraße 12)
- 5. September 2017: Zeuthen (Schulstraße 4)
- 9. November 2021: Lübben (Kirchstraße 29)
- 19. Mai 2022: Mittenwalde (Freiherr-von-Loeben-Straße 9)

Im September 2015 wurde vor dem Haus Niederlausitzstraße 12, wo der Zeuthener Yachtclub e. V. beheimatet ist, ein Stolperstein für Käthe Brasch verlegt. Es stellte sich heraus, dass Käthe Brasch an dieser Stelle nie gewohnt hatte, sondern nur eine Hypothek für das Grundstück des Yachtclubs aufgenommen haben soll. Der Stolperstein wurde daraufhin entfernt.